# Benteng Kuta
Benteng Kuta (Benteng Kota) is een plaats in het bestuurlijke gebied Bangka Barat in de provincie Bangka-Belitung, Indonesië. De plaats telt 3147 inwoners (volkstelling 2010).